# 圣索沃尔德克吕济耶尔
圣索沃尔-德克吕济耶尔（法語：Saint-Sauveur-de-Cruzières，法語發音：[sɛ̃ sovœʁ də kʁyzjɛʁ]）是法国阿尔代什省的一个市镇，属于拉让蒂耶尔区。

## 地理
圣索沃尔-德克吕济耶尔（44°17'59"N, 4°15'14"E）面积24.84 平方千米，位于法国奥弗涅-罗讷-阿尔卑斯大区阿尔代什省，该省份为法国东南部内陆省份，北起顺时针与卢瓦尔省、伊泽尔省、德龙省、沃克吕兹省、加尔省、洛泽尔省和上盧瓦爾省接壤。
与圣索沃尔-德克吕济耶尔接壤的市镇（或旧市镇、城区）包括：博略、贝萨斯、圣安德烈-德克吕济耶尔、巴尔雅克、圣布雷斯、圣让德马吕埃若勒和阿韦让、圣维克托德马尔卡。
圣索沃尔-德克吕济耶尔的时区为UTC+01:00、UTC+02:00（夏令时）。

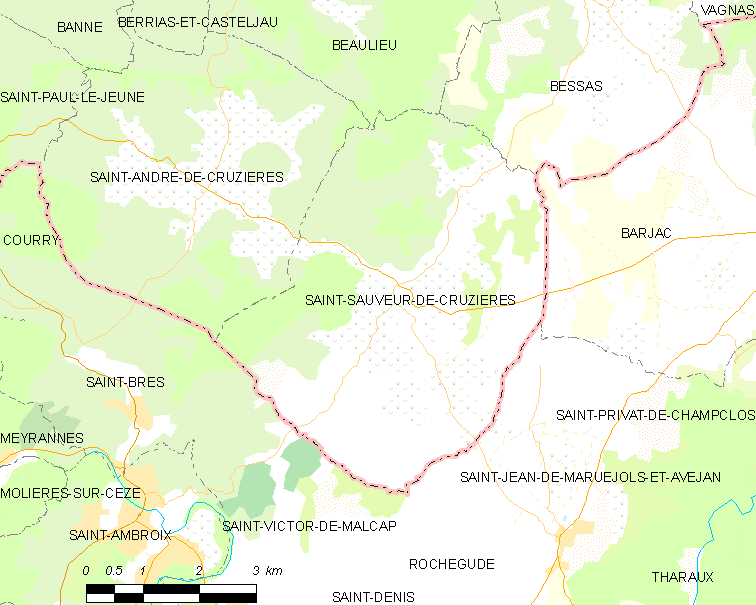
圣索沃尔-德克吕济耶尔的OSM定位图

## 行政
圣索沃尔-德克吕济耶尔的邮政编码为07460，INSEE市镇编码为07294。

## 政治
圣索沃尔-德克吕济耶尔所属的省级选区为阿尔代什塞文县。

## 人口
圣索沃尔-德克吕济耶尔于2022年1月1日时的人口数量为566人。

1962-2008年间圣索沃尔-德克吕济耶尔人口变化图示